# Бангалорская торпеда

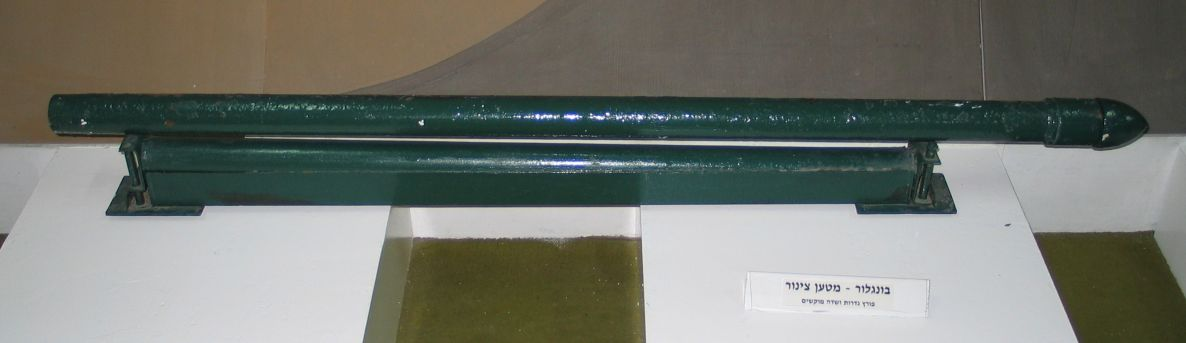
Бангалорская торпеда в израильском музее Batey ha-Osef.

Бангало́рская торпе́да (англ. Bangalore torpedo) — удлинённый подрывной заряд, предназначенный для создания проходов в проволочных заграждениях или минных полях.

## История создания
В 1912 году английский военный инженер Мак-Клинток, который служил в сапёрном полку в индийском городе Бангалор, изобрёл средство для проделывания проходов в проволочных заграждениях. Удлинённый заряд, представляющий собой металлическую трубу длиной 5,5 м, заполненную 27 килограммами пироксилина, подсовывался под проволочный забор и взрывался. Рядом последовательных взрывов пробивался проход для пехоты. Из-за специфической формы этот заряд назвали «Бангалорской торпедой».
В период Первой мировой войны торпеда была усовершенствована: её укоротили, но добавили стыки на концах, с помощью которых можно было соединять экземпляры торпеды в одну длинную. Её активно использовали как Антанта, так и Тройственный союз для прорыва многорядных проволочных заграждений. Появилось множество модификаций торпеды, среди которых были самодельные и импровизируемые, оснащённые колёсами, лыжами и даже моторами для наталкивания на препятствия; однако продолжал широко использоваться и изначальный вариант. Несмотря на это, в то время торпеду не считали противоминным средством.
«Бангалорская торпеда» активно использовалась и во Второй мировой войне как вермахтом, так и союзниками. Длина трубы стала достигать двухсот метров с помощью крепления специальными замками или резьбовыми муфтами. Такой заряд часто использовали совместно с минным тралом, прицепленным к танку. Танк прокладывал путь через минное поле, а взрыв торпеды расчищал его для остальных танков и пехоты.
В 1942 году в Великобритании танк Churchill III был модифицирован под именем Churchill Snake («Змея») для перевозки шестнадцати 5-метровых торпед. Из них свинчивался длинный заряд нужной протяжённости, доставлявшийся танком на минное поле.
В 1943 году в Японии на основе Type 97 был создан Type 97 Chi-Ha GS , он использовался как минный тральщик. Используя 8 торпед, они на тросе вылетали на несколько метров, и взрывались уничтожая мины и колючую проволку для продвижении пехоты. Так-же для установки ракет башня была повёрнута назад и было снято основное вооружение, а вместо заднего пулемёта была установлена ещё одна пусковая установка. Имела возможность установки на неё бульдозерного отвала 
В СССР о «бангалорской торпеде» стало известно ещё в 1930-х годах, но собственное производство налажено не было. Лишь после Великой Отечественной войны, во время активного развития инженерных войск и средств Советская армия создала свой вариант торпеды, который был назван УЗ (удлинённый заряд). Он представлял собой трубу диаметром 7 см и длиной 1,95 м, заполненную 5,2 килограммами тротила.
По ленд-лизу в СССР было поставлено 20 «бангалорских торпед» (Torpedo, Bangalore, M1, M1A1).

## В культуре
Бангалорские торпеды упомянуты в интертитрах, а также показана их закладка под заграждения в немом художественном фильме 1927 года «Крылья». Тайминг отрывка фильма 1:44:50.
В фильме «Спасти рядового Райана» показано использование бангалорской торпеды в эпизоде, когда рейнджеры прорывали проволочные заграждения после высадки на пляж Омаха-бич.
В компьютерной игре Call of Duty: WWII главный герой использует «Бангалор» для прорыва проволочного заграждения во время высадки в Нормандии.
В Call of Duty: Vanguard использован для уничтожения артиллерийского орудия.